# جایزه بزرگ آلمان ۱۹۸۱
جایزه بزرگ آلمان ۱۹۸۱ (انگلیسی: ‎1981 German Grand Prix‎) یک مسابقهٔ موتوری در رشتهٔ اتومبیل‌رانی فرمول یک بود که در تاریخ ۲ اوت ۱۹۸۱ در هوکنهایمرینگ واقع در هوکنهایم، آلمان برگزار شد. این گراند پری در میان ۱۵ گراند پری در فصل ۱۹۸۱، مسابقهٔ شمارهٔ ۱۰ بود.
در این مسابقه که در ۴۵ دور و به مسافت ۳۰۵٫۵۰۵ کیلومتر (۱۸۹٫۸۳۲ مایل) برگزار شد، پول پوزیشن توسط آلن پروست کسب شد و سریع‌ترین زمان برای طی یک دور پیست که برابر با ۱:۵۲٫۴۲ بود نیز توسط آلن جونز به ثبت رسید.
نلسون پیکه از تیم برابام-فورد، آلن پروست از تیم رنو و ژاک لافیت از تیم لیجیه-ماترا به‌ترتیب مقام‌های اول تا سوم مسابقه را کسب کردند.

## رده‌بندی قهرمانی پس از مسابقه
| جایگاه | راننده        | امتیاز |
| ------ | ------------- | ------ |
| ۱      | کارلوس روتمان | ۴۳     |
| ۲      | نلسون پیکه    | ۳۵     |
| ۳      | ژاک لافیت     | ۲۵     |
| ۴      | آلن جونز      | ۲۴     |
| ۵      | ژیل ویلنوو    | ۲۱     |
| منبع:  |               |        |

| جایگاه | سازنده       | امتیاز |
| ------ | ------------ | ------ |
| ۱      | ویلیامز-فورد | ۶۷     |
| ۲      | برابام-فورد  | ۴۳     |
| ۳      | فراری        | ۲۸     |
| ۴      | لیجیه-ماترا  | ۲۵     |
| ۵      | رنو          | ۲۴     |
| منبع:  |              |        |

یادداشت
- تنها پنج جایگاه نخست از هر رده‌بندی نمایش داده شده است.